# TJ Vítkov
Tělovýchovná jednota Vítkov je fotbalový klub z moravsko-slezského pomezí, který v sezoně 2017/18 sestoupil z I. A třídy do I. B třídy Moravskoslezského kraje (7. nejvyšší soutěž).
Své domácí zápasy odehrává ve sportovním areálu Vítkov.

## Umístění v jednotlivých sezonách
Zdroj: 
Stručný přehled
- 2004–2009: Okresní přebor Opavska
- 2009–2010: Okresní soutěž Opavska – sk. B
- 2010–2012: Okresní přebor Opavska
- 2012–2013: I. B třída Moravskoslezského kraje – sk. A
- 2013–2015: I. A třída Moravskoslezského kraje – sk. A
- 2015–2016: Přebor Moravskoslezského kraje
- 2016–2018: I. A třída Moravskoslezského kraje – sk. A
- 2018–2024: I. B třída Moravskoslezského kraje – sk. A
- 2024–2025: Okresní přebor Opavska
- 2025–: I. B třída Moravskoslezského kraje – sk. A

Jednotlivé ročníky
Legenda: Z – zápasy, V – výhry, R – remízy, P – porážky, VG – vstřelené góly, OG – obdržené góly, ± – rozdíl skóre, B – body, červené podbarvení – sestup, zelené podbarvení – postup, fialové podbarvení – reorganizace, změna skupiny či soutěže
| Česko (2004 – ) |                                            |        |     |     |     |     |     |     |     |     |        |
| Sezóny          | Liga                                       | Úroveň | Z   | V   | R   | P   | VG  | OG  | ±   | B   | Pozice |
| 2004/05         | Okresní přebor Opavska                     | 8      | ... | ... | ... | ... | ... | ... | ... | ... |        |
| 2005/06         | Okresní přebor Opavska                     | 8      | ... | ... | ... | ... | ... | ... | ... | ... |        |
| 2006/07         | Okresní přebor Opavska                     | 8      | ... | ... | ... | ... | ... | ... | ... | ... |        |
| 2007/08         | Okresní přebor Opavska                     | 8      | 26  | 11  | 2   | 13  | 49  | 58  | −9  | 35  | 10.    |
| 2008/09         | Okresní přebor Opavska                     | 8      | 26  | 2   | 2   | 22  | 32  | 83  | −51 | 8   | 14.    |
| 2009/10         | Okresní soutěž Opavska – sk. B             | 9      | 22  | 16  | 4   | 2   | 56  | 23  | +33 | 52  | 1.     |
| 2010/11         | Okresní přebor Opavska                     | 8      | 26  | 14  | 3   | 9   | 59  | 44  | +15 | 45  | 4.     |
| 2011/12         | Okresní přebor Opavska                     | 8      | 26  | 22  | 2   | 2   | 84  | 22  | +62 | 68  | 1.     |
| 2012/13         | I. B třída Moravskoslezského kraje – sk. A | 7      | 26  | 22  | 1   | 3   | 85  | 28  | +57 | 67  | 1.     |
| 2013/14         | I. A třída Moravskoslezského kraje – sk. A | 6      | 26  | 10  | 9   | 7   | 41  | 38  | +3  | 39  | 1.     |
| 2014/15         | I. A třída Moravskoslezského kraje – sk. A | 6      | 26  | 16  | 6   | 4   | 64  | 30  | +34 | 54  | 1.     |
| 2015/16         | Přebor Moravskoslezského kraje             | 5      | 30  | 8   | 6   | 16  | 48  | 69  | −21 | 30  | 15.    |
| 2016/17         | I. A třída Moravskoslezského kraje – sk. A | 6      | 26  | 10  | 2   | 14  | 51  | 47  | +4  | 32  | 11.    |
| 2017/18         | I. A třída Moravskoslezského kraje – sk. A | 6      | 26  | 4   | 3   | 19  | 31  | 76  | −45 | 15  | 14.    |
| 2018/19         | I. B třída Moravskoslezského kraje – sk. A | 7      | 25  | 7   | 3   | 15  | 40  | 58  | −18 | 12  | 24.    |
| 2019/20         | I. B třída Moravskoslezského kraje – sk. A | 7      | 13  | 3   | 2   | 8   | 28  | 41  | −13 | 11  | 12.    |
| 2020/21         | I. B třída Moravskoslezského kraje – sk. A | 7      | 8   | 4   | 1   | 3   | 27  | 20  | +7  | 13  | 4.     |
| 2021/22         | I. B třída Moravskoslezského kraje – sk. A | 7      | 26  | 14  | 4   | 8   | 70  | 46  | +24 | 46  | 4.     |
| 2022/23         | I. B třída Moravskoslezského kraje – sk. A | 7      | 26  | 10  | 5   | 11  | 41  | 60  | −19 | 35  | 7.     |
| 2023/24         | I. B třída Moravskoslezského kraje – sk. A | 7      | 24  | 4   | 2   | 18  | 31  | 81  | −50 | 14  | 13.    |
| 2024/25         | Okresní přebor Opavska                     | 8      | 24  | 20  | 2   | 2   | 88  | 20  | +68 | 62  | 1.     |

Poznámky:
- 2019/20: Sezona nedohrána kvůli pandemii covidu-19.
- 2020/21: Sezona nedohrána kvůli pandemii covidu-19.